# Menrva
Menrva (w inskrypcjach także: Menrfa, Merva i Mera) – etruska bogini mądrości, sztuki, rzemiosła, zdrowia, a także wojny, protektorka Hercle i Pherśe; wraz z Tinią i Uni współtworzyła triadę najwyższych bóstw etruskich.
Kojarzona z grecką Ateną, Menrva posiada także atrybuty wskazujące, że jej kult nie został po prostu zapożyczony z Grecji np. łączoną ją ze zjawiskami pogodowymi. Wymieniana przez Marcjanusa jako jedno z 9 bóstw miotających błyskawice.
Etruscy artyści pod wpływem greckim przedstawiali Menrvę z wizerunkiem Gorgony na egidzie, z włócznią i tarczą. Pierwotnie nie kojarzona z wojną, po literackim utożsamieniu z Ateną, stała się także boginią wojny. Zgodnie z analogiami greckimi zaczęto ją przedstawiać jako zrodzoną z głowy Tinii.
Ośrodkiem kultu Menrvy było miasto Falerii (dziś: Cività Castellana) w Etrurii, stolica plemienia Falisków. Faliskowie, mimo że mówili językiem spokrewnionym z łaciną pozostawali w związku etruskim, a Falerii było jednym z miast Federacji 12 Miast Etruskich. Gdy w 241 r. p.n.e. Rzymianie zdobyli Falerii, kult Menrvy został przeniesiony do Rzymu pod nazwą Minerva Capta czyli Minerwa Ujęta, co wiązało się prawdopodobnie z fizycznym przeniesieniem zdobycznej statui do Rzymu. Fakt ten bywa określany jako początek kultu Minerwy w Rzymie, choć wydaje się, że dotarł tu już wcześniej, czego śladem jest świątynia na Awentynie datowana na wcześniejszy okres.